# Kamiel Sergant
Kamiel Sergant (Aalst, 9 januari 1935 – Herdersem, 3 juni 2021) was als carnavalkeizer en zanger van carnavalsliedjes de bezieler van Carnaval Aalst.
Sergant werd driemaal, in 1963, 1966 en 1968, verkozen tot Prins Carnaval. In 1969 kreeg hij uit verdienste de eretitel "keizer".
Naast zijn inzet voor het Aalsterse carnaval was Sergant ook de oprichter van Mensen helpen Mensen, een vereniging die mensen in armoede of vereenzaming dichter bij elkaar wil brengen, onder meer door het inrichten van een kerstfeest, voedselbedelingen en uitstappen.
Uit "de Kamillekes", de dansgroep die de keizer op het podium begeleidde, ontstond een damesvoetbalgroep, het huidige VC Dames Eendracht Aalst.
Professioneel was Sergant van 1964 tot 1998 de uitbater van een fietsenhandel.
In de laatste periode van zijn leven had Sergant hartproblemen en moest hij het wat rustiger aan doen. Op 4 maart 2014, tijdens de popverbranding, maakte hij bekend te stoppen als keizer Carnaval, dit in verband met zijn leeftijd en gezondheidsproblemen. De Kamillekes stopten samen met Sergant.
Hij verbleef de laatste jaren van zijn leven in woon-zorgcentrum Denderrust in Herdersem. Hier overleed hij op 86-jarige leeftijd op 3 juni 2021.

## Eerbetoon
Sergant werd op 17 februari 2009 door de Aalsterse gemeenteraad benoemd tot ereburger van de Stad Aalst.
Op 16 juli 2012 werd hij door koning Albert II benoemd tot commandeur in de Kroonorde.
In 2010 begon de toenmalige prins carnaval Den Boein campagne te voeren voor een standbeeld van Sergant in de stad, hoewel die, naar eigen zeggen, "niet graag op een piëdestal" staat.
In 2024 werd de Kamiel Serganttunnel naar hem genoemd, de fiets- en voetgangerstunnel van fietssnelweg F27 onder de N411 Moorselbaan in Aalst, dezelfde weg waar hij zijn fietsenwinkel uitbaatte. Er werd toen ook een muurschildering in de vorm van twee metershoge portretten van Keizer Kamiel en zijn uitspraken "Wie leeft en geeft sterft nooit" en "Kameroot", "Weir doeng voesj" (kameraad, we doen voort) in de tunnel aangebracht.

## Selectie van liedjes
- Oilsjt viert Carnaval
- Oilsjt g'hetj men ert gestoelen
- Weir zen van Oilsjt
- Iendracht Veroit
- Saans Uniek
- Wa zegge ze van Oilsjt
- Drei daugen hoempapa
- e zot geval
- in Oilsjt es't vasteloaved
- Nor de mert
- Remongsken
- Weir Doeng Voesj
- Wit en zwert

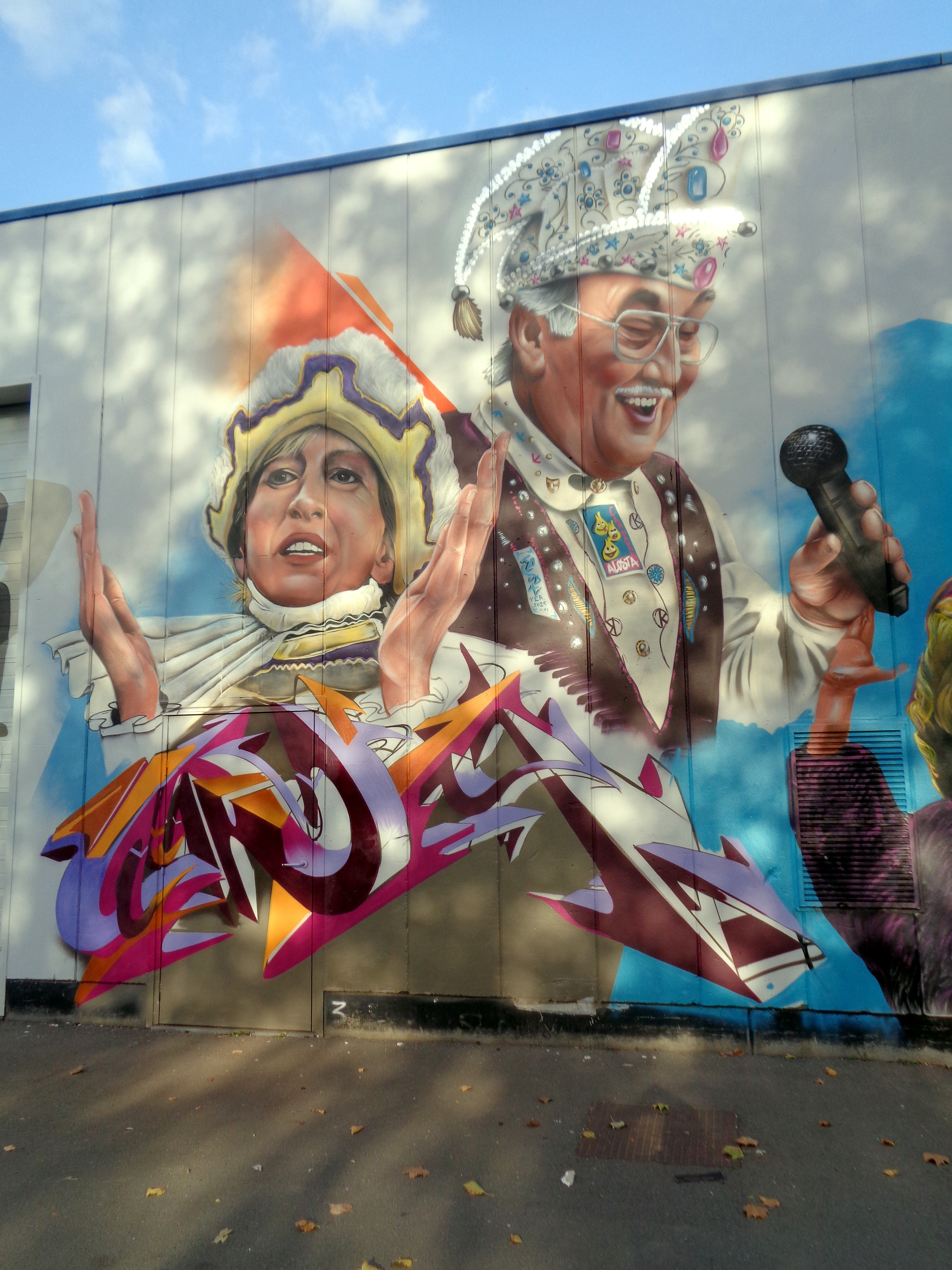
Muurschildering op de Aalsterse carnavalhallen